# Vic-sur-Seille
Vic-sur-Seille là một xã trong vùng Grand Est, thuộc tỉnh Moselle, quận Château-Salins, tổng Vic-sur-Seille. Tọa độ địa lý của xã là 48° 46' vĩ độ bắc, 06° 31' kinh độ đông. Vic-sur-Seille nằm trên độ cao trung bình là 200 mét trên mực nước biển, có điểm thấp nhất là 195 mét và điểm cao nhất là 315 mét. Xã có diện tích 19,5 km², dân số vào thời điểm 1999 là 1573 người; mật độ dân số là 75 người/km².

## Thông tin nhân khẩu
| 1806 | 1921 | 1946 | 1962 | 1968 | 1975 | 1982 | 1990 | 1999 |
| ---- | ---- | ---- | ---- | ---- | ---- | ---- | ---- | ---- |
| 3226 | 1439 | 980  | 1213 | 1431 | 1454 | 1397 | 1397 | 1469 |

## Nhân vật nổi tiếng
- Georges de La Tour, họa sĩ.

## Địa điểm tham quan
- Viện bảo tàng Georges-de-La-Tour